# Saints and Soldiers
Saints and Soldiers er en amerikansk krigsfilm fra 2003, som handler om en gruppe amerikanske soldater, som bliver fanget bag fjendes linjer under 2. verdenskrig efter de har overlevet Malmédy-massakren
Filmen havde et begrænset budget (780.000 $), men er i stort set historisk korrekt med de uniformer, våben, udrustning mm. som anvendtes i virkeligheden.